# Philippe Seabra
Philippe Seabra, de son vrai nom André Philippe de Seabra  (né le 4 novembre 1968 à Washington D.C., États-Unis), est un compositeur et chanteur brésilien. Il est l'une des figures les plus importantes de la génération rock 'n' roll de Brasilia des années 1970 et 1980. Compositeur, chanteur et guitariste du groupe, il rejoint Plebe Rude en tant que deuxième membre, le premier étant le créateur du groupe, Andre Mueller, le bassiste du groupe.

## Biographie
Fils d'un diplomate portugais naturalisé américain, Alexandre José Jorge de Seabra, et d'une femme originaire du Pará, Silvia Mara Brasil de Seabra, il arrive dans la capitale brésilienne à l'âge de neuf ans, en 1976, sans avoir jamais parlé la langue de ses parents, uniquement l'anglais. À son arrivée à Brasilia, il est inscrit à l'École américaine, où étudient également ses frères Afonso et Dinho Ouro Preto, et continue de parler anglais la plupart du temps. Lorsqu'il déménage à Lago Norte, il rencontre André, avec qui il forme Plebe Rude, et c'est là que se retrouve le groupe Aborto Elétrico. Vers l'âge de 13 ans, il entre en contact avec le punk par l'intermédiaire de ce groupe. Il est inspiré par Iko Ouro Preto, qui fait partie du groupe.
Inspiré par Iko Ouro Preto, d'Aborto Elétrico, il commence à apprendre la guitare en 1978 et monte son premier groupe, Caos Construtivo, en 1980, à l'âge de 13 ans. Après avoir assuré les premières parties de groupes tels qu'Aborto Elétrico, Blitz 64 et Metralhaz, il est invité en 1981 à former le groupe Plebe Rude, aux côtés d'André X. Découragé par la situation du pays, il part en 1994 vivre à New York, où il restera jusqu'en 2000, et reprend sa carrière de musicien.
En 2000, il retourne au Brésil et reprend les activités de son groupe. En tant que producteur, Seabra compte plus de 30 disques. Il reçoit aussi le titre de commandeur et de citoyen honoraire de Brasilia.
En 2021, il est le commissaire de la « Route touristique du rock » (portugais : Rota Turística do Rock) à Brasilia, la ville où il vit et dont il est l'un des grands représentants musicaux,,. Quarante points sont délimités qui marquent l'histoire de la musique rock à Brasilia.

## Vie personnelle
Il est marié depuis 2003 à la fonctionnaire Fernanda Silva Rodrigues de Seabra, avec laquelle il a un fils, Philippe.